# マルジュ県
マルジュ県（マルジュけん、アラビア語: المرج、Al Marǧ、「草地」の意）は、リビア北東部の県。県都は古代、バルカとして知られたマルジュである。アフダル山地西端のキレナイカ高原に位置する。2007年の行政区画再編で、当時のヒザーム・アル・アフダル県の一部を編入した。

## 隣接県
東でジャバル・アル・アフダル県と、南でアル・ワーハート県と、西でベンガジ県と隣接する。北は地中海である。

## 過去の行政区画

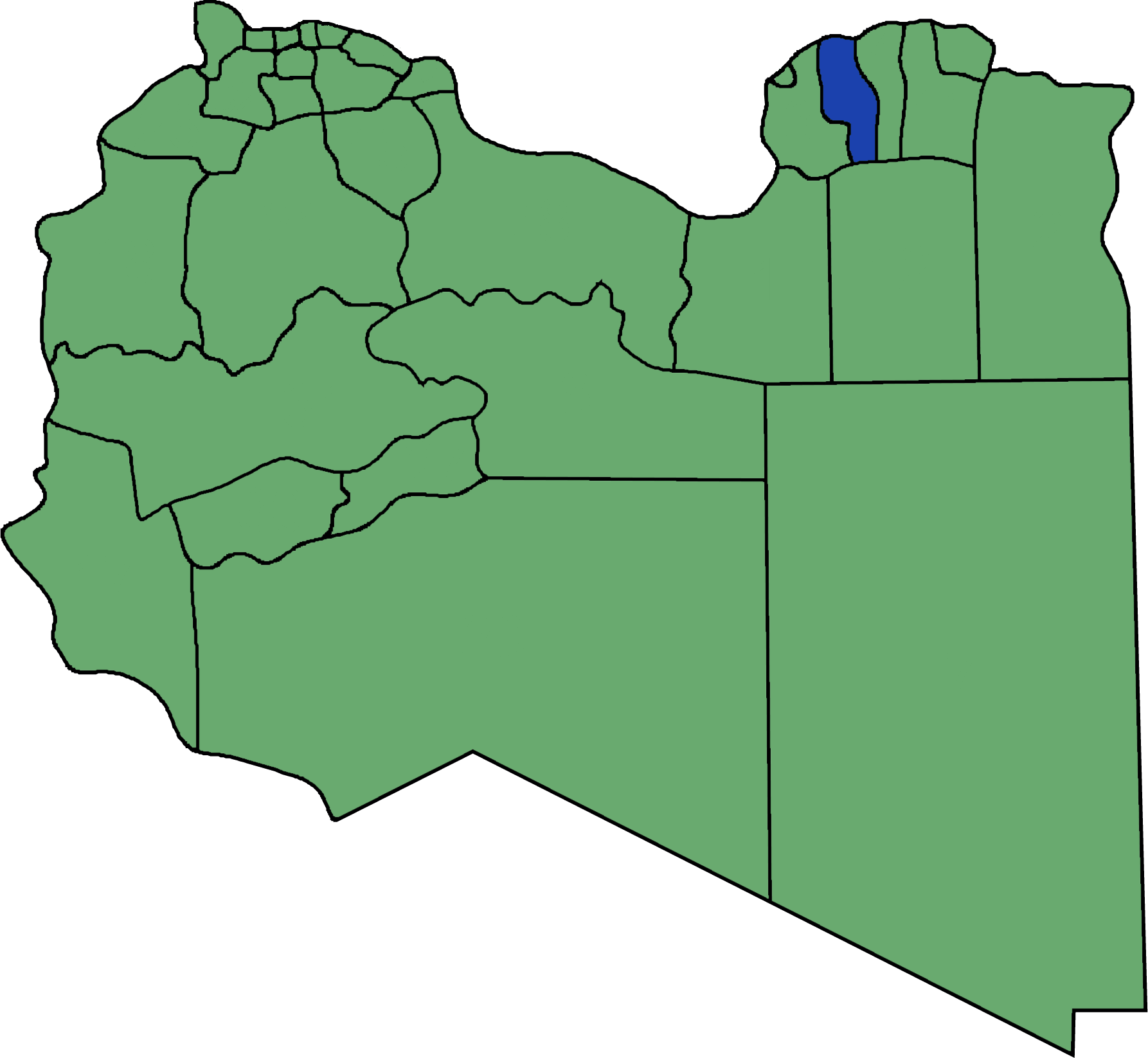
2007年以前のマルジュ県